# Leigraaf (Berg en Dal)
De Leigraaf is een beek in de Nederlandse gemeente Berg en Dal.
De beek loopt vanaf Breedeweg via natuurgebied De Bruuk ten oosten van De Horst naar de grens met Duitsland. Vlak voor de grens komt de beek samen met de Groesbeek en gaat na de grens verder als Groesbecker Bach naar Kranenburg. Via de Kranenburger Bach en de Große Wasserung/het Meer zijn de Leigraaf en de Groesbeek belangrijk voor de afwatering vanaf het Groesbeeks plateau naar de Waal. 